# Яркоглава лъжлива жаба
Яркоглавите лъжливи жаби (Pseudophryne australis) са вид земноводни от семейство Австралийски жаби (Myobatrachidae).
Срещат се в ограничена област в югоизточна Австралия.
Таксонът е описан за пръв път от британския зоолог и филателист Джон Едуард Грей през 1835 година.